# بيبي مينا
بيبي مينا (بالإسبانية: José Mena Rodríguez)‏ هو لاعب كرة قدم إسباني في مركز الوسط، ولد في 15 مايو 1998 في أوتررا في إسبانيا. لعب مع نادي إشبيلية.

## وصلات خارجية
- بيبي مينا على موقع قاعدة بيانات كرة القدم.إي يو (الإنجليزية)
- بيبي مينا على موقع Soccerway.com (الإنجليزية)
- بيبي مينا على موقع AS.com (الإسبانية)